# 틱찌꽝

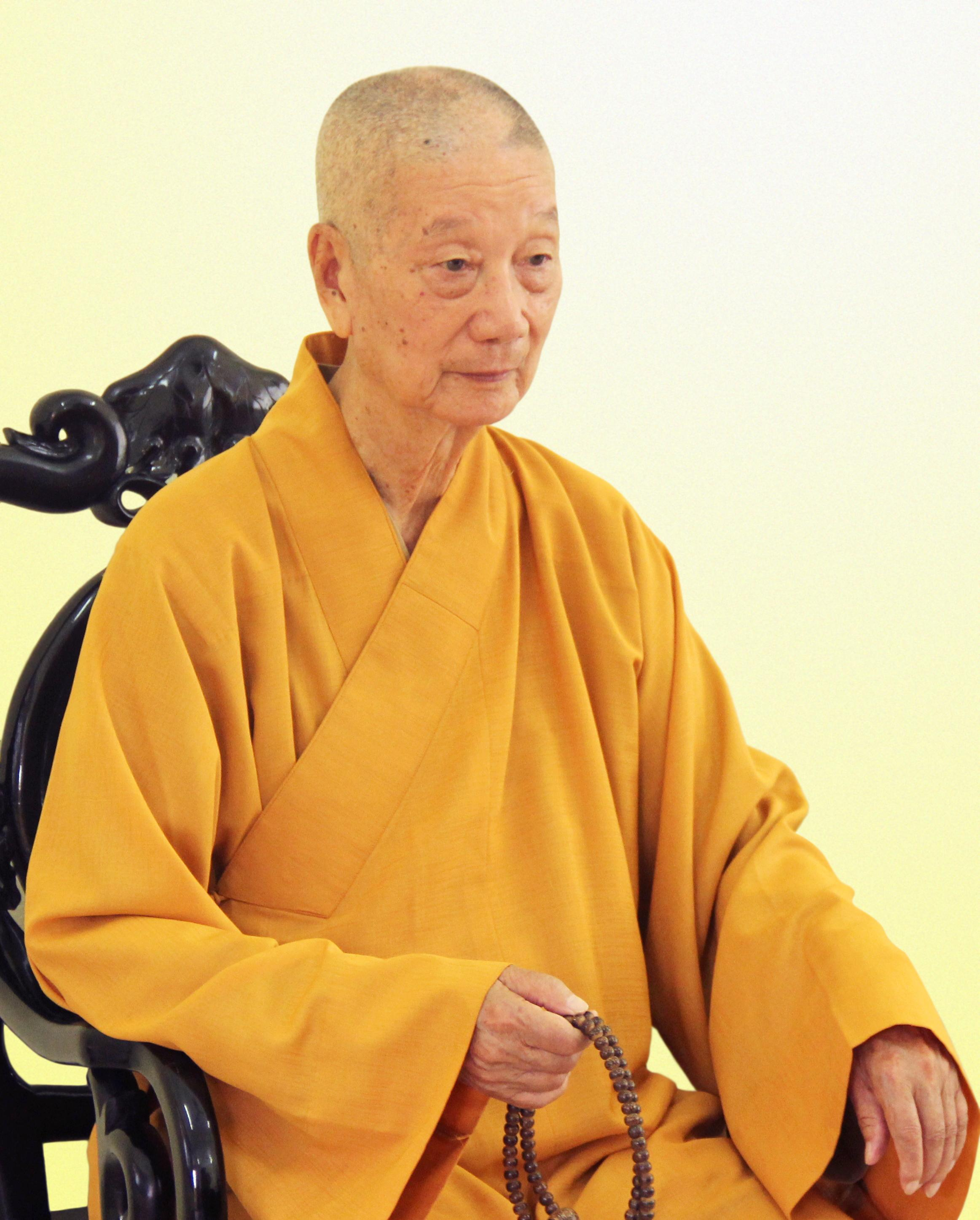

틱찌꽝(베트남어 한자: 釋智光, 석지광, 1923년 12월 21일 – 2019년 11월 8일)은 그의 역할로 가장 잘 알려진 베트남의 대승불교 승려였는데 1963년의 불교 위기 기간에 남베트남의 불교 대중을 이끄는 것에서의, 그리고 이후의 남베트남 군사 정권에 반대하는 이후의 불교의 항거에서의 역할인데 1966년의 ‘불교도 봉기’가 진압될 때까지 말이다.
틱찌꽝의 1963년 선전활동은, 거기서 마하트마 간디의 모범을 따르도록 지지자들을 그는 촉발했던 그것은, 응오 딘 디엠 대통령 정부에 반대하는 광범위한 시위를 불러왔는데 그 정부는, 디엠의 형 그리고 후에의 로마 카톨릭 대주교인, 피에르 마틴 응오 딘 뚝 두사람의 영향 때문에, 불교 신자들을 나쁘게 대우했고 박해했다.
불교 신자들의 권리에 대한 억압은 시위에 대한 폭력적 진압은, 적어도 다섯명의 승려들의 분신과 더불어 1963년 11월에 미국이 지원하는 군사 쿠데타로 이어졌는데 그때 디엠과 뉴는 자리에서 물러났고 암살되었다.
1964년부터 계속, 응우옌 칸의 군사 위원회에 반대하는 불교도 주최의 시위에서 틱 찌 꽝은 핵심적이었는데, 그 장군을 독재로 그리고 권좌에서 디엠 지지자들을 충분히 제거하지 않는 것으로 비난하면서이고, 그는 불교 강세 지역인, 중앙베트남에서 친불교 장군 응우옌 찬 티를 그의 지위에서 해임했었다. 키가 불교 활동가들을 진압할 때까지 시민 불복종은 3개월 간 지속했는데, 남베트남 정치에 대한 그들의 영향력을 제거하면서 말이다. 틱 찌 꽝은 가택연금에 처해졌고 그의 여생의 대부분을 불교 글을 쓰고 해석하면서 보냈다.

## 어린 시절
틱 찌 꽝은 1923년 12월 21일에 팜 꽝이라는 이름으로 태어났는데 중앙베트남의 꽝 빈 성의, 녓 레 강 서쪽의 딤 디엔이라는 마을에서 말이다. 그는 13살의 나이에 종교적 삶에 입문했고 호이 팟 자오 꾸 꾸옥(구국불교협회)의 의장, 호아 투옹(지존) 틱 트리 도의 제자였다. 1937년에 그는 ‘후에 불교학 연대’의 ‘불교학 연구소’에 참여했고 1945년에 그의 학업을 성공적으로 끝마쳤다. 다음해에 그는 승려로 계를 받았다. 그의 청년기에, 꽝은 그의 불교 공부를 더 하기 위해서 실론[스리랑카]으로 갔다. 그가 돌아왔을 때, 그는 호이 팟 자오 꾸 꾸옥의 구성원으로서 베트남의 독립을 요구하면서, 반프랑스 활동에 참여했고, 1946년에 지배 권력자에 의해 체포되었다. 그는 1947년에 석방되었고 순수하게 종교적인 활동으로 돌아오기 전에 한동안 그의 반식민 활동을 지속했다.

## 후에 팟 단 총격 사건
1963년에, 베사카(고타마 부처의 탄신일)가 5월 8일로 예정되었다. 후에의 불교도들은 그 행사를 위한 의식을 준비해왔었는데, 불교기旗의 전시를 포함해서 말이다. 정부는 드물게 강화된 규제를 발표했는데 종교 깃발의 전시를 금지하면서, 그것을 저주하면서 말이다. 카톨릭교 행사에 대한 규제의 강화 부재不在에도 불구하고 이것은 발생했는데 1개월도 지나지 않은 후에Hue 대주교로서의 응오 딘 툭에 대한 5주년 기념식을 거행하는 행사 말이다. 그 법의 적용은 불교도 사이에서 수치심을 그해의 가장 중요한 종교 행사의 전날에 불러일으켰는데, 왜냐하면 일주일 전에 카톨릭교도들은 바티칸 깃발을 전시하도록 허용되었었기 때문인데 후에의 대주교로서의 디엠의 형 툭의 임명에 대한 25번째 기념식을 거행하기 위해서 말이다. 국가 위원회를 통해 디엠의 정권에 의해 그 기념식은 예산을 받았었는데 그 위원회는 툭의 즉위식에 돈을 기부하도록 민중들에게 요청했다. 불교도들은 그들이 그 기념식을 위해서 지불하기 위해서 한달치 월급을 주도록 압력을 받아왔었다고 불평했다.
팟 단에서, 수천명의 불교도들이 깃발 금지를 거부했다. 찌 꽝은 군중에게 연설했고 불교에 대한 카톨릭교의 차별에 반대하여 항거하도록 그들을 촉발했다. 그는 불교도들이 모이도록 연락했는데 집회를 위해 저녁에 정부 라디오 방송국 밖에 말이다. 긴장이 그날 내내 높아졌는데 집회참가자들이 군중들이 모일 때 구호를 외치고 반정부 선전물을 들면서 말이다. 그들은 틱 찌 꽝으로부터의 다른 연설을 들을 기대를 했지만, 정부 검열에 의해서 방송에서 그 연설은 철회되었다. 군대가 불만을 가진 군중을 해산하기 위해서 안으로 소집되었고 군중 속으로 직접 사격했는데, 그것은 아홉 명을 죽이고 네 명에게 중상을 입혔다. 확성기를 가지고 후에의 거리를 가로질러 차로 이동하며 그날밤을 틱 찌 꽝은 보냈는데, 집회참가자들에게 발포한 것에 대해 정부를 비난하면서 말이다. 그는 그러고 나서 참여하도록 그들에게 요청했는데 5월 10일로 예정된 후에 희생자들을 위한 시민 대규모 장례식에 말이다. 그런 감정에 호소하는 장면은 수천명의 목격자들을 모으려고 그리고 개혁을 하도록 디엠의 정권에 압박을 가하려고 했고, 그리하여 정부는 통행금지를 발령했고 “브이씨(베트남 공산주의자) 침입을 방지하”기 위해서 24시간 모든 무장된 직원을 대기시켰다. 마찰은 틱 찌 꽝이 집회참가자들을 설득했을 때 해결되었는데 그들의 깃발과 선전물을 내리자는 그리고 저녁 9시 통금을 지키자는 설득 말이다.

### 불교도의 대응과 투쟁
다음날인, 5월 10일에, 긴장은 고조되었는데 약 6000명의 불교도 군중이 장례식을 위해 투 담 사寺에 그리고 일련의 모임에 모였을 때 말이다. 무장되지 않은 투쟁을 사용하도록 그리고 간디의 원칙을 따르도록 틱 찌 꽝은 불교도들에게 요청했는데, “어떤 무기도 지니지 말라; 죽을 준비를 하라 … 간디의 원칙을 따르라”고 말하면서 말이다.
다음의 것들을 요구하는 다섯가지에 중점을 둔 “승려들의 선언”을 틱 찌 꽝은 발표했는데 그것은 불교기를 휘날릴 자유, 불교도와 카톨릭교도 간의 종교적 평등, 피해자들의 가족에 대한 보상, 임의적인 연행의 중단, 그리고 책임이 있는 공무원들에 대한 처벌이다. 꽝은 베트 콩들로 하여금 불안정을 이용하도록  허용하지 않도록 집회참가자들을 촉발했고 수동적 저항의 전략을 지속하여 사용했다.
위기가 심화되었을 때, 그러나, 협상과 이후의 투쟁을 위해 수도인 사이공으로 그는 이동했는데 6월 11일의 틱 꽝 득의 분신 이후에 말이다. 뉴의 비밀 경찰과 특수 부대에 의해 집행된 싸 로이 사寺에 대한 8월 21일 공습 전에, 사이공의 미국 대사관에 그는 피신했다. 그는 미국 대사 헨리 캐벗 로지 주니어에 의해 받아들여졌는데, 그 대사는 뉴의 군대들에 그를 넘기기를 거부했는데 그들이 절을 수색한, 민간인에게 발포한 그리고 남자와 여자 승려들을 구타한 후에 말이다. 후에에서, 30명이 사망했는데 그들이 뉴의 군인들로부터 그들의 절을 보호하려고 했을 때 말이다. 당시에, 틱 찌 꽝은 미국에 의해 매우 우호적으로 받아들여졌는데, 그것은 디엠의 정책과 어긋나는 것이었다.
권좌에서 디엠과 뉴를 제거하는, 1963년 11월 1일의 쿠데타 이후에, 다음의 것이 보고되었는데 그것은 군사 위원회가 틱 찌 꽝이 새로운 내각의 구성원이 되는 것을 원했지만, 미국 국무부가 이것에 반대할 것을 제안했다는 것이었다. 틱 찌 꽝은 11월 4일에 미국 대사관을 떠났다.

## 응우옌칸 시대
두옹 반 민 위원회를 해체한, 응우옌 칸 장군에 의한 1964년 쿠데타 이후에, 칸은 민의 경호인인 그리고 디엠과 뉴의 하수인인, 응우옌반눙 대위를 사형시켰다. 이것은 소문을 만들었는데 그것은 친親디엠 정치인들이 권좌에 복귀할 것이라는 것 그리고 이후의 시위를 조직하기 위한 인도로의 계획된 순례를 틱 찌 꽝으로 하여금 취소하도록 할 것이라는 것이었다.
1964년 초에, 틱 찌 꽝은 계속해서 칸을 비판했고 불교도를 수감하는 것에 대해 그를 비난했다. 칸은 예측 불가능했는데, 왜냐하면 그가 디엠 지지자들에게는 너무 부드러운 것으로, 혹은 로마 카톨릭교도들에 대해서는 보복을 하는 것으로 여겨질 수 있었기 때문이다. 찌 꽝을 달래기 위해서, 칸은 군대로부터 모든 로마 카톨릭 신부들을 내보내는데 동의했지만, 틱 찌 꽝은 칸의 한가지 모습에서의 의지의 결여로 그가 보이는 것에 대해 여전히 비판적이었는데 권좌에서 디엠주의자를 내보내는 것에서의 모습 말이다.
1964년 7월에, 붕 따우 헌장으로 알려진, 칸은 새로운 헌법의 초안을 잡았는데, 그 헌장은 그의 개인의 권력을 시작할 것이었다. 하지만, 이것은 단지 칸을 약화시키는 것으로 작용했는데 큰 시위와 소요가 도시에서 일어남에 따라서인데, 불교 저명인사들이, 긴급조치 상황에의 그리고 새 헌법에의 중단을 요구하면서 말이다. 틱 찌 꽝은 생각했는데, 칸이 디엠주의자들을 내쫓기 위해서 그의 권력을 사용하려 하지 않기 때문에, 그것은 과대망상증의 표현일 뿐이라고 말이다. 그가 투쟁의 힘에 의해서 전복될 수 있다는 것을 두려워하며, 8월 24일에 붕 따우에서 칸은 그와 면담을 하도록 찌 꽝, 틱 탐 차우 그리고 틱 티엔 민에게 요청했다. 그들은 거절했고 칸은 그들로 하여금 중단하도록 시도하기 위해 사이공으로 가야 했는데 그에게 반대하여 투쟁하는 것을, 그의 약점을 들추어내는 것을 말이다. 그들은 그에게 새 헌법을 파기하라고, 민간 통치를 회복시키라고, 그리고 권좌에서 칸 라오 소속원들을 내보내라고 요구했다. 이 조치들을 공식적으로 발표하도록 그들은 칸에게 요구했는데, 그렇지 않으면 수동적 저항의 광범위한 운동을 그들은 조직하려고 했다. 미대사 맥스웰 테일러는 칸이 그 요구들을 무시할 것을 제안했는데, 왜냐하면 불교 활동가들을 소수 단체로 그는 간주했기 때문인데, 하지만 불교도의 제안에 동의함으로써 종교적 긴장을 완화하는 것을 칸은 생각해냈다. 트란 티엔 키엠 장군은 말했는데 "칸은 받아들이는 수밖에 없다고 느꼈는데, 왜냐하면 찌 꽝의 영향력이 너무 강해서 그가 대다수의 사람들을 정부에 반대하도록 바꿀 수 있을 뿐만 아니라 무장된 세력의 사기effectiveness에 영향을 미칠 수 있기 때문이다”라고 말이다.
1964년 후반에, 칸과 그의 장군들은 민간 통치의 청사진semblance을 만들려고 했는데 임명직 자문 기구인, ‘최고국가의회’를 만듦으로써인데, 그것은 당시에 국가의 원수로 판 칵 스우를 선정했고, 그는 다음에 더 많은 권력을 가진 자리인, 총리로 쩐 반 흐엉을 선정했는데, 비록 장군들과 칸이 실제 권력을 가졌지만 말이다. 흐엉은 찌 꽝을 공산주의자로 비난하면서, 불교도들에 반대하여 단단한 선을 그었는데, 찌 꽝은 그에 대응하여 흐엉을 디엠주의자인 것으로 비난했고 새 시민 정부에 반대하여, 그것의 폐지를 요구하면서, 대규모 투쟁으로 대응했다. 흐엉은 그 시위들을 진압하기 위해서 군대를 사용했는데, 폭력적인 맞대응으로 이어졌다. 1965년 1월에, 흐엉은 반공산주의 전쟁 시도를 강화했는데 미국인으로부터의 원조 자금과 장비를 사용하여 군사 지출을 확대하는 것에 의해서, 그리고 징집의 기간을 연장하는 것에 의한 무장 병력의 규모를 확장하는 것에 의해서 말이다. 전국적으로 광범위한 흐엉 반대 시위와 소요를 이것은 불러일으켰는데, 주로 협상을 원하는 징집 연령의 학생들과 불교도들로부터 말이다. 불교도의 지지에 의존하면서, 투쟁을 막으려 시도하기 위해 칸은 많은 것을 하지 않았다. 칸은 다음에 무장 세력으로 하여금 정부를 전복하도록 하기로 결정했다. 1월 27일에, 응우옌 찬 티 그리고 응우옌 카오 키의 지원으로, 무혈 [정부] 전복putsch으로 칸은 흐엉을 제거했다.

## 불교도 투쟁
칸이 1965년 2월 쿠데타에서 물러난 후에, 민간 임시대표figurehead가 정부를 이끌었는데, 공군준장 응우옌 카오 키 그리고 장군 응우옌 반 티우의 지휘 아래, 군대가 총리로 그리고 임시 대통령으로, 각각 1965년 중반에, 역할을 맡기 전에 말이다. 이 시기에, 베트남에서 [사회적] 안정이 이어졌고, 남베트남의 네개 군단들을 통치하는 장군들은 나누어진 지리적 지역들을 통치했고, 광범위한 권력을 부여받았다. 중앙베트남에서, 친불교 성향의 응우옌 찬 티는 1군단을 통치했고 틱 찌 꽝의 생각에 동의했다. 그럼에도 불구하고, 키와 티우의 굳건한 통치는, 종교적 긴장은, 여전했다. 1개월 후에, 틱 찌 꽝은 티우의 사퇴를 요구하기 시작했는데 왜냐하면 그가 디엠의 '카톨릭 칸 라오 당黨'의 구성원이었기 때문인데, 그의 "파시스트적 성향"을 비난하면서, 그리고 칸 라오 구성원들이 키를 못 살게 굴고 있다고 주장하면서 말이다. 틱 찌 꽝에게, 티우는 디엠의 카톨릭 통치의 시기의 상징이었는데, 발전advancement이 종교에 바탕을 두었을 때 말이다. 그는 바라왔었는데 티 장군이, 그의 친불교적 성향으로 알려진 그가, 나라를 이끌기를, 티우를 그의 불교도들에 대한 과거 범죄 혐의에 대해 공격하기를 말이다. 틱 찌 꽝은 말했는데  “티는 명목상 불교도이지만, 종교에 대해 정말로 신경 쓰지는 않는다”고 말이다.
긴장은 티 그리고 그를 위협으로 보는, 키 사이에 존재했다. 1966년 3월에, 키는 티를 그의 자리에서 물러나게 했다. 티의 그의 지역에서의 불교도들과의 좋은 관계에도 불구하고, 키가 티의 퇴진을 위한 틱 찌 꽝의 지지를 얻었다는 소문이 있었다. 만약에 티의 사퇴에 반대하는 시위를 틱 찌 꽝이 조직하지 않으려 한다고 키가 생각했다면, 그는 틀린 것으로 증명되었는데, 왜냐하면 민간 통치에 대한 불교도의 요구를 강조하기 위해서 그 승려가 위기를 이용했기 때문이다. 틱 찌 꽝이 항상 키에게 도전하려는 의도를 가지고 있어왔다는 주장이 있었는데, 티가 물러나게 되었든 아니든 상관없이 말이다. 광범위한 시위, 파업 그리고 소요가 불교도 활동가들에 의해 주도되어서, 중앙베트남 전체에서 발발했고, 일부 군대 단위들이 그 불복종에 동참했고 키의 정책에 따르기를 거부했다.
처음에, 키는 불만을 완화하려고 했는데 불교 지도자들을 만남으로써 선거와 사회적 개혁을 약속함으로써인데; 하지만 그는 또한 거리 시위는 진압될 것이라고 경고했다. 미대사 헨리 캐벗 라지 주니어가 틱 찌 꽝을 만났는데 공격적 행동을 취하는 것에 대해서 그에게 경고하기 위해서 말이다. 비록 틱 찌 꽝이 키를 “자신에 대한 숭배에 몰두하는 것”에 대해 비난했지만, 대부분의 불교도 선전물들은 그것들의 비판을 국가 카톨릭 임시 대표인 티우에 반대하는데 집중했다. 키는 그러고 나서 11월까지 새 헌법을 그리고 가능한한 그해 말까지 총선거를 약속했는데, 그것을 일년 앞당겨서 말이다. 하지만, 틱 찌 꽝의 지지자들은 키의 계획에 대해 기다릴 의지가 없는 것으로 나타났는데, 새 헌법을 만들 ‘헌법 의회’가 도의 그리고 시의 의회에서 선출될 것을 요구하면서인데, 그 의회에서 불교도들은 선거에 있어서 능력이 있었지만, 키는 거부했다. 왕실 해군과 공군을 키는 투쟁가들을 겁먹게 하기 위해서 사이공에서 다 낭으로 이동시켰는데, 하지만 이것은 기대했던 효과가 없었고, 그래서 협상을 위해 불교 지도자들을 만나기 위해서 그는 사이공으로 돌아갔다. 불교도들은 투쟁가들과 반역하는 군인들에 대한 사면을, 키가 다 낭에서 온 해군들을 사이공으로 다시 철수하는 것을 요구했는데 거기서 그들은 전략적 예비군의 일부를 구성했다. 하지만, 틱 찌 꽝은 헌법에 대한 굳건한 입장을 유지했고 투쟁은 계속되었다.
5월에, 틱 찌 꽝은 단식 투쟁에 들어갔는데, 키-티우 위원회에 대한 미국의 지원을 비난하면서인데, 그것을 그는 자국의 일에의 부당한 간섭으로 보았다. 후에의 거리로 정부 병력이 이동한 후에, 틱 찌 꽝은 불교도들에게 요구함으로써 그 상황에 대응했는데 위원회의 군인들과 군대 차량을 막기 위해서 거리에 그들의 제단을 놓으라고 말이다. 역사학자 로버트 탑밀러에 따르면, ‘베트남 사람들은 이 행동이 의미하는 수치심의 깊이를 이해했는데 다가오는 탱크 앞에 가족 제단을 놓는 것[에 의해서] 탱크 앞에, 누군가의 조상들을, 가족의 구성체를 누군가가 상징적으로 놓는다는 사실에 대한 견해에서 말이다. 다시 말해서, 누군가는 모든 것을 거는 것이었다.’ 수천명이 동조했고, 경찰과 지역 베트남 공화국 군대[에이알브이엔, Army of the Republic of Vietnam] 병력은 그들을 제지하지 않았다. 이틀 동안, 제단들은 모든 도로 교통을 차단했고 군사적 준비를 위해서 도시 북부를 여행하는 것으로부터 차량들을 막았다. 틱 찌 꽝은 그후에 온건해졌고 그런 통행에 대해서 하루에 몇 시간 허용했다. 그는 그러고 나서 “제국주의”로 미국을 비난하는 편지를 썼고 단식 투쟁을 계속 이어나갔는데, 그가 결국 9월에 명령을 받아 중단할 때까지였는데 불교 원로 틱 틴 키엣에 의해서 말이다. 키는 불교계 투쟁을 무시했고 400명의 전투 경찰뿐만 아니라 공군과 해군을 보냈는데 후에뿐만 아니라, 다 낭, 꽝 찌 그리고 퀴 논을 지키기 위해서 말이다. 그들은 막힘없이 들어갔고, 복종하지 않는 경찰들을 체포했고 거리의 구석으로 제단들을 옮겼다.
6월 22일에, 틱 찌 꽝은 체포되었고 지역 군병원으로 옮겨졌다. 그는 그후에 사이공으로 옮겨졌고 무기한 가택연금에 놓여졌는데, 거기서 오직 원로 불교 지도자들만 그를 볼 수 있었다. 틱 찌 꽝의 정치적 영향력은 감소했는데, 비록 그가 여전히 체포 중인 상태에서 몇몇 발언들을 했지만 말이다. 1966년 9월에, 그는 선언했는데 ‘베트남 통일 불교 연대’는 키와 티우에 의해 계획된 어떠한 선거도 거부할 것이라는 것이었는데 왜냐하면 평화 협정에 대해 지지하는 후보는 금지 당했기 때문이다. 1975년 4월에 남베트남을 공산주의자들이 점령하려고 할 때, 틱 찌 꽝은 두옹 반 민 장군이 권력을 잡도록 압력을 행사했는데, 그것은 이루어졌다. 사이공 함락이 이루어졌을 때, 틱 찌 꽝은 다시 가택연금에 놓여졌지만 이후에 석방되었다. 1960년대의 불교 활동가 정치의 기존 중요 거점인, 안 꽝 사에서 그는 낮은 정치적 인지도를 유지했는데, 거기서 그는 그의 시간을 불교 서적을 쓰면서, 수트라에 그리고 율律에 대한 참고서를 번역하고 쓰면서 보냈다. 2013년에, 그는 후에의 투 담 사를 방문하기 위해 돌아왔고 그러고 나서 거기에 머무는 것 그리고 그의 학문적 활동을 지속하는 것을 결심했다.

## 사망
찌꽝은 95세에 쭈어뜨사에서 2019년 11월 8일 오후 9시 45분에 사망했는데 사인은 밝혀지지 않았다. 그의 유언에 따라서 장례식은 사망 6시간 후에 제단이나 향 없이 시작되었다.